# Benvenuto Cellini

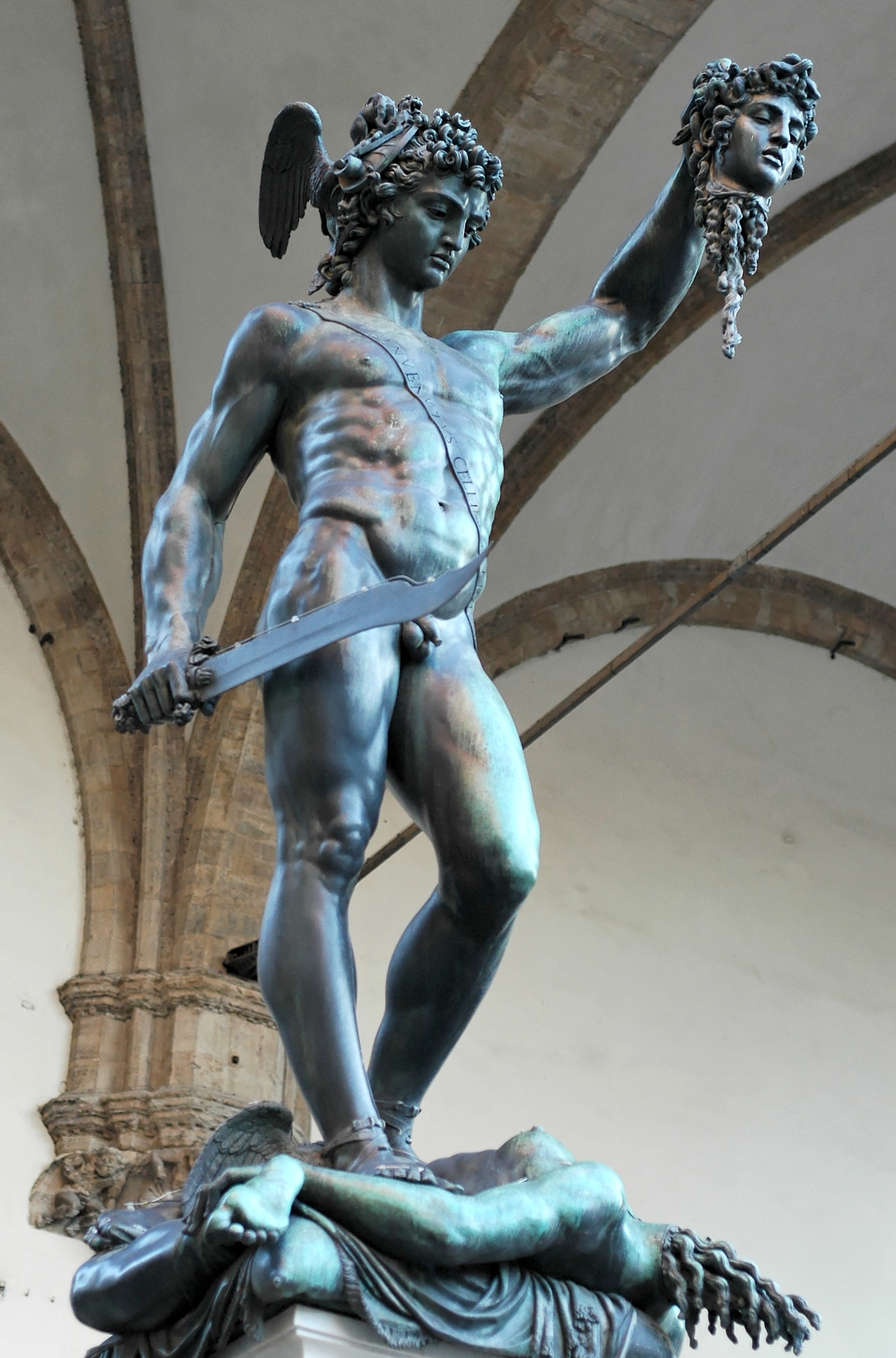
Perseusz z głową Meduzy, Loggia dei Lanzi, Florencja

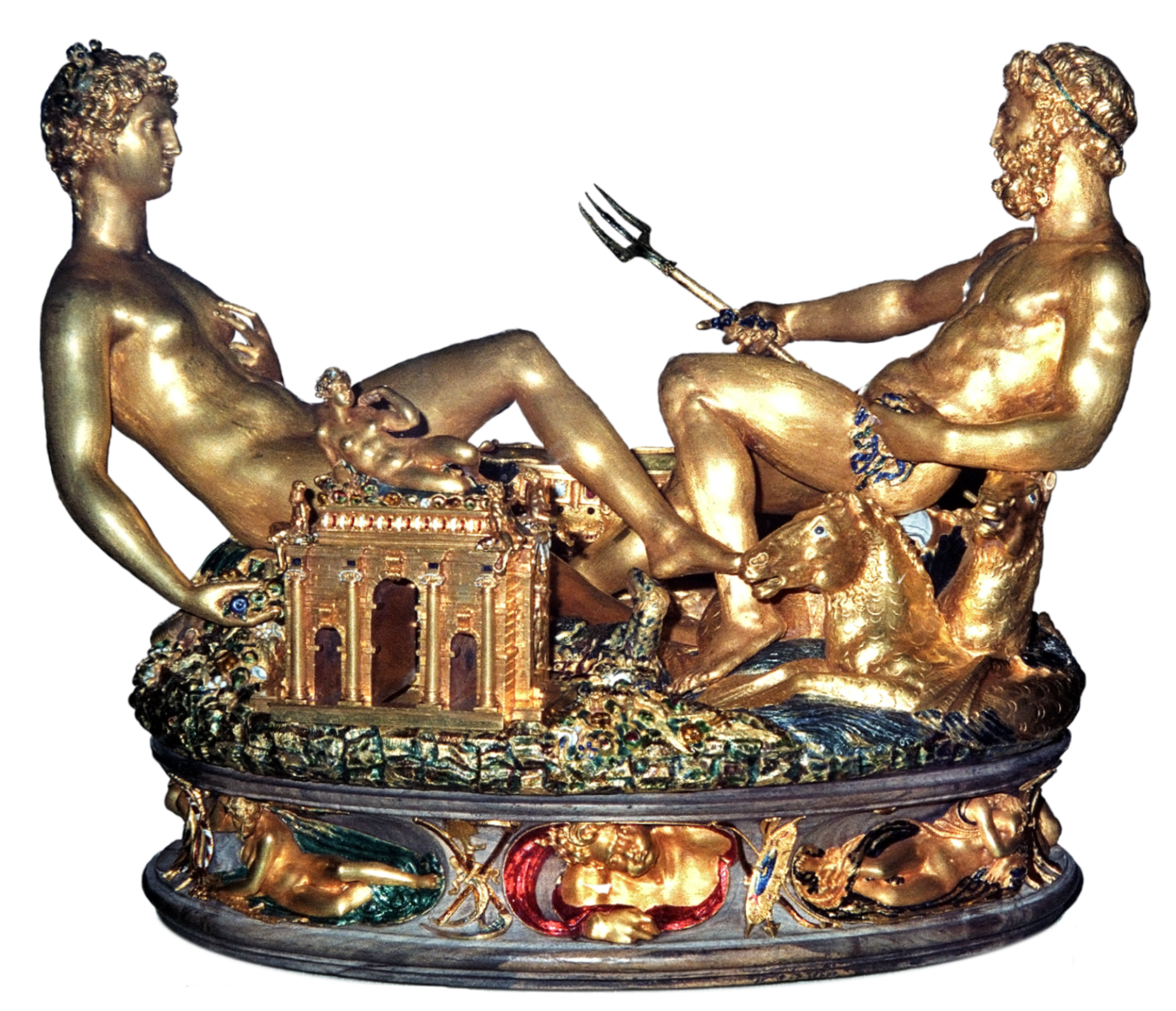
Solniczka

Benvenuto Cellini (ur. 3 listopada 1500 we Florencji, zm. 13 lutego 1571 tamże) – rzeźbiarz, złotnik, pisarz i medalier florencki, manierysta.
Miał bardzo barwne i burzliwe życie, które spisał w wieku 56 lat w swej biografii. Wiele podróżował, kilkakrotnie przebywał m.in. w Rzymie, Florencji, Mantui, Neapolu i Padwie. W 1538 r. wyjechał do Paryża, gdzie pozostawał w służbie króla Franciszka I. Wykonał dla niego arcydzieło sztuki jubilerskiej – złotą solniczkę (1540–1543, dziś w Kunsthistorisches Museum w Wiedniu) oraz płaskorzeźbę do zamku w Fontainebleau, tzw. Nimfę z Fontainebleau (1543, dziś w Luwrze). Jego Perseusz z głową Meduzy (1557), będący majstersztykiem sztuki odlewniczej, został ustawiony w Loggi dei Lanzi we Florencji.
Cellini jest również autorem Traktatu o sztuce złotniczej i rzeźbie.
Niektóre źródła podają, że to z jego ręki zginął u bram Rzymu Karol III de Burbon-Montpensier.
Jego grobowiec znajduje się w krypcie kaplicy di San Luca w kościele Zwiastowania Najświętszej Maryi Panny we Florencji.

## Dzieła literackie
- La Vita di Benvenuto di Maestro Giovanni Cellini fiorentino, scritta, per lui medesimo, in Firenze I wydanie włoskie Neapol 1728; I wydanie polskie 1868 – „Życie Benvenuto Celliniego złotnika i rzeźbiarza” tł. Hieronim Feldmanowski; II wyd. polskie „Żywot Benvenuta Celliniego własnoręcznie spisany we Florencyi” 1910 tł. Stanisław Machniewicz, III wyd. polskie powojenne „Benvenuta Celliniego żywot własny spisany przez niego samego” PIW 1953 tł. Leopold Staff[5]
- Trattato dell’oreficeria e del Trattato della scultura I wyd. Florencja 1569[6] polskie wyd. powojenne 2013 „Traktat o sztuce złotniczej” tł. Jacek Rochacki[3]